# Zatoka Pirańska
Zatoka Pirańska (słoweń. Piranski zaliv, chorw. Piranski zaljev lub Savudrijska vala, wł. Baia di Pirano) – zatoka o powierzchni ok. 19 km² w północnej części Morza Adriatyckiego, część Zatoki Triesteńskiej. Nazwa pochodzi od słoweńskiego miasta Piran.
Część zatoki leży na terytorium Chorwacji, a linia rozdzielająca przebiega pomiędzy przylądkami Savudrijskim i Madona. Na słoweńskim brzegu leżą miejscowości Piran, Portorož i Lucija, a na chorwackim Crveni Vrh i Kanegra. Główną rzeką wpływającą do zatoki jest Dragonja, której ujście leży na granicy.

## Spór terytorialny
Obszar zatoki i niewielkie skrawki lądu wokół niej były obiektem sporu terytorialnego pomiędzy Słowenią i Chorwacją, który trwał od ogłoszenia przez oba te kraje niepodległości i secesji z Jugosławii w 1991 roku, gdyż w okresie jugosłowiańskim granica morska pomiędzy republikami składowymi nie została wytyczona. Chorwacja proponowała zastosowanie linii środkowej zatoki jako granicy, co pozbawiłoby Słowenię dostępu do otwartego morza, pomimo posiadania wybrzeża, dlatego kraj ten odwoływał się do Konwencji Narodów Zjednoczonych o prawie morza, która traktuje dostęp do otwartego morza jako podstawowe prawo każdego państwa.
W 2001 roku rządy Słowenii i Chorwacji osiągnęły porozumienie, w ramach którego większość spornej ziemi przypadła Chorwacji, zaś większość wód, włącznie z korytarzem prowadzącym do wód międzynarodowych Słowenii; jednak umowa nie uzyskała aprobaty chorwackiego parlamentu.
11 września 2009 roku zawarto ostateczne porozumienie dotyczące rozgraniczenia obu państw, zaś Słowenia zniosła weto na rozmowy UE z Chorwacją w sprawie akcesji. Przewidywało ono przekazanie sporu pod międzynarodowy arbitraż. Na żądanie opozycji odbyło się w Słowenii referendum w sprawie zgody na arbitraż międzynarodowy, które zakończyło się udzieleniem przez społeczeństwo zgody na jego przeprowadzenie.